# Freakazoid!
Freakazoid! var en amerikansk animeret tegnefilm produceret af Amblim Entertainment og Warner Bros. Animation.
Freakazoid! blev skabt af Steven Spielberg, Bruce Timm og Paul Dini.
"Freakazoid!" blev sendt første gang i juni 1995, og gjorde comeback i marts 2003 på Cartoon Network. Freakazoid er en superhelt, men serien har ingen intentioner om at få ham til at fremstå som en rollemodel med status som Batman, Superman eller lignende. Tværtimod er de karaktertræk der bedst beskriver freakazoid; dum, klodset og barnlig. Serien er en helt igennem gennemført comedy.

## Baggrund
Serien handler om den nørdede teenager Dexter Douglas der blev til Freakazoid ved at blive suget ind i sin computer og derved også fik sine superkræfter som er alt information på internettet. Han skal dog ikke suges ind hver gang han skifter karakter, efterhånden er det nok blot at sige ordene "Freak IN" eller "Freak OUT". Når Freakazoid ikke er ude, opfører Dexter Douglas sig helt normalt. Freakazoid befinder sig i en hvis del a Dexters hjerne, der hedder Freakazone, her sidder han henholdsvis og funderer over egne tanker og ser genudsendelser af et amerikansk tv-program.
Freakazoids superevner er hurtighed, smidighed, styrke og som tidligere nævnt, adgang til alt information på internettet. Freakazoid er også lettere sindssyg, hvilket nogle gange kommer ham til gode idet det forvirrer hans fjender, mens det andre gange forvolder ham store problemer og placerer ham i håbløse situationer. Som alle andre superhelte har Freakazoid selvfølgelig også en svaghed; Han kan blive fanget i et bur der er lavet af grafit med negativt ladede ioner. Måden Freakazoid blev til på var ved indtastning af en hemmelig kode efterfulgt af et tryk på tasten "Delete" som tilfældigt blev indtastet ved at Dexters kat gik en tur hen over tastaturet.

## Parodier
I Freakazoid! er der mange åbenlyse parodier på klassiske tegneseriehelte. I navnet Dexter Douglas starter for- og efternavn begge med bogstavet "D", denne tendens omkring alliterationer går igen i andre superheltes civile navne, dog ikke nødvendigvis med samme bogstav men i stedet samme lyd. F.eks. Peter Parker (Spiderman), Clark Kent (Superman), Bruce Banner (Hulk) og Matt Murdock (Daredevil). Freakazoid har også et hemmeligt skjulested ved navn "Freakalair" med tilhørende (stum) butler, Ingmar, som er en tydelig parodi på Zorros skjulte grotte og stumme butler, Bernardo. The Freakalair indeholder ting som, "Mad Scientist Lab" og "Hall of Nifty Things to Know".

## Mindre komplikationer medMadman
Serien Freakazoid! har været under mindre kritik for efter sigende at skulle have hentet lige lovligt meget information fra Mike Allreds tegneserie Madman. Hovedpersonerne har visse fællestræk, og ifølge Alfred selv, for ens kostumer da de begge har en udråbstegn på brystet. Dog er bogstavet "F" også inkluderet på Freakazoids kostume. Mike Allred skrev dog på sin hjemmeside tilbage i 2003 at han ikke bærer nag overhovedet, selvom det udråbstegn stadig irriterer ham en del.